# 나는 출마하지 않겠다

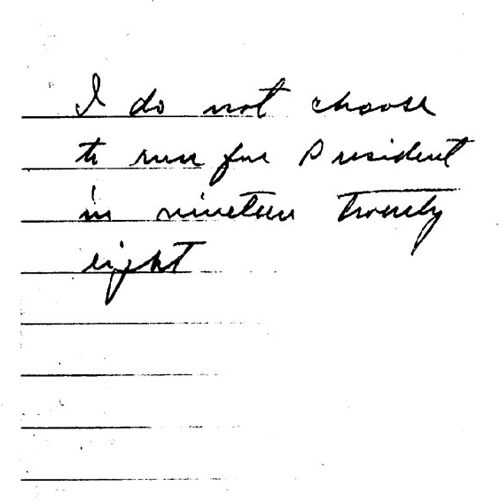
1928년 대통령 선거에 출마하지 않겠다고 발표한 캘빈 쿨리지의 성명.

"나는 출마하지 않겠다"(영어: I do not choose to run)는 캘빈 쿨리지 미국 대통령이 1928년 미국 대통령 선거에 출마하지 않기로 한 자신의 결정에 대해 1927년 8월 2일 언론에 발표한 성명이다. 이 성명은 모호하여 그 의도에 대해 상당한 논쟁을 불러일으켰다.

## 배경
공화당 소속인 캘빈 쿨리지는 1923년 워런 G. 하딩의 사망 후 미국 대통령이 되었고, 1924년 미국 대통령 선거에서 4년 임기를 얻었다. 사우스다코타주의 블랙힐스에 있는 그의 "여름 백악관"에서 쿨리지는 대통령 비서실장 에버렛 샌더스에게 "나는 1928년 대통령 선거에 출마하지 않겠다"라고 쓰인 종이를 주었다. 샌더스는 쿨리지의 선언을 지지했고, 발표는 1927년 8월 2일 화요일 오전 9시 기자회견으로 예정되었다.
그러나 동부 해안의 주식 시장의 과잉 반응을 막기 위해 발표는 정오로 옮겨졌다. 11시 30분, 쿨리지는 자신의 성명이 담긴 종이 조각을 잘라 기자회견에서 각 기자에게 한 조각씩 건넸다. 더 이상의 정보를 제공하지 않은 채, 쿨리지는 "오늘은 이 사무실에서 더 이상 아무것도 없을 것이다"라고 말했다.

## 반응

### 대중의 반응
쿨리지의 발표에 모인 언론은 경악했다. 대중 또한 그 발표에 충격을 받았다. 많은 사람들은 "쿨리지 번영"으로 불리는 호황 경제와 3억 달러가 넘는 흑자를 바탕으로 쿨리지가 두 번째 완전 임기를 쉽게 얻을 수 있을 것이라고 생각했다.

### 가족 및 동료
1924년에 이미 쿨리지는 1924년 선거 운동 이후 다시 출마하지 않을 것임을 분명히 했다. 그는 아들 캘빈 주니어가 사망한 후 아버지에게 이 사실을 전했다. 선거 후, 시어도어 루스벨트 주니어는 쿨리지가 다시 출마하지 않으려는 의사를 언급한 것을 "분명히 기억"했으며, 쿨리지는 같은 시기에 프랭크 스턴스와도 이 대화를 나눈 것으로 알려졌다. 또한, 백악관에서 30년간 근무하며 5명의 대통령을 보호했던 미국 비밀경호국 요원 에드먼드 스탈링은 쿨리지가 "오래전"부터 다시 공직에 출마하지 않기로 결정했다고 회고했다.
쿨리지와 가까운 일부 사람들은 그가 다시 임기에 출마하지 않을 것이라는 것을 알았지만, 그의 개인 비서인 샌더스를 포함한 다른 사람들은 그의 발표에 깜짝 놀랐다. 8월 2일 그날 오후 늦게, 그레이스 쿨리지는 방문 상원의원 아서 캐퍼로부터 남편의 발표에 대해 알게 되었다. 그녀는 "그 남자답지 않나요. 그는 제게 자신의 의도를 전혀 내비치지 않았어요. 저는 전혀 몰랐어요"라고 말했다.

## 성명의 이유
쿨리지의 발표 이후 그의 단어 선택이 무엇을 의미하는지에 대해 많은 논쟁이 있었다. 일부는 그 문구를 그가 더 이상 대통령이 될 의사가 없다는 단호한 성명으로 받아들였다. 다른 이들은 쿨리지가 당에서 후보로 지명되기를 바랐거나, 다시 봉사하고 싶지는 않지만 지명을 받아들일 것이라고 생각했다.

### 지명 희망
대통령과 가까운 일부 사람들은 쿨리지가 1928년 선거에서 당에 의해 지명되기를 바라고 있다고 보았다. 부통령 찰스 G. 도스는 그가 지명을 "열렬히" 원했다고 믿었다. 당의 후보로 지명되는 것에 대해, 쿨리지는 나중에 자신이 "그러한 우발적인 상황이 발생하는 것을 막기로 결심했다"고 말했다. 그러나 대통령 재임 기간 동안 쿨리지는 침묵을 지켰다. 1928년 선거 출마를 고려하고 있던 상무장관 허버트 후버는 쿨리지에게 그의 결정이 "절대적으로 최종적인" 것인지 물었지만, 대통령은 직접적인 답변을 하지 않았다. 쿨리지의 가장 가까운 친구 중 한 명인 윌리엄 M. 버틀러 상원의원조차도 그 결정에 대해 "그가 무엇을 원하는지 모르겠다"고 말했다.
쿨리지가 원했다면, 당 지도자들이 원했던 대로 1928년 공화당 전당대회에서 쉽게 재선에 지명되었을 것이다. 쿨리지는 샌더스를 보내 주 대표단 지도자들에게 다른 사람에게 투표하라고 말했다. 전당대회에서 대통령과 가까운 사람들은 쿨리지로부터 대의원들에게 아무런 메시지도 없었다고 말했다. 버몬트 대표단이 대통령에게 자신에게 투표하는 것에 반대하는지 세 번 물었을 때, 쿨리지는 답변을 거부했다. 대의원들은 그에게 투표하는 것이 대통령의 진정성을 의심하는 것으로 비쳐질 것이라고 결론 내렸다.

### 사적인 삶에 대한 열망

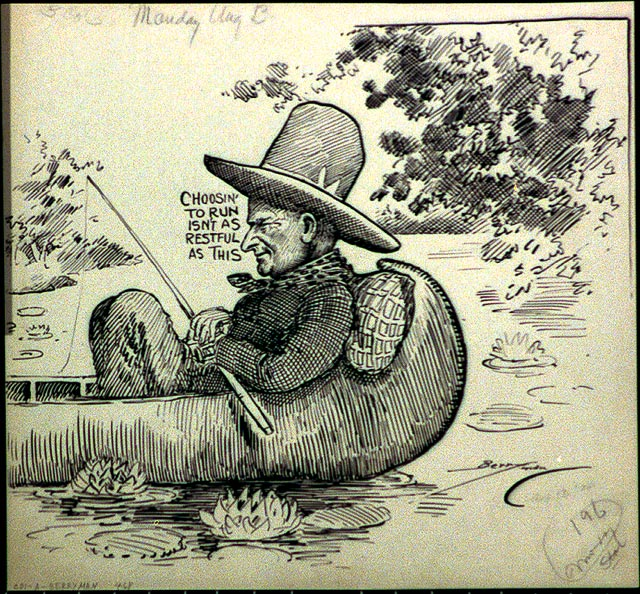
쿨리지의 성명 발표 후 클리포드 베리먼의 정치 풍자 만화.

다른 사람들은 쿨리지의 메시지를 사적인 삶으로 돌아가고 싶은 열망으로 보았다. 1924년에 이미 쿨리지는 두 번째 대통령직에 출마하지 않기로 결정했다. 1924년 아들 캘빈 주니어의 죽음은 대통령에게 큰 타격을 주었고, 일부는 이것이 임상 우울증으로 이어졌다고 말한다. "그가 죽었을 때, 대통령직의 권력과 영광은 그와 함께 사라졌다"고 쿨리지는 나중에 자서전에서 썼다. 그는 또한 또 다른 임기가 그를 다른 어떤 사람보다 더 오랫동안 백악관에 머물게 할 것이며, 10년은 어떤 사람도 그곳에서 보내야 할 시간보다 많다고 언급했다.
또한, 쿨리지는 지명되지 않도록 몇 가지 조치를 취했다. 그는 "아침 신문에 보도된 바와 같이 1928년 대통령 출마를 요청하는 청원서 배포를 승인하지 않는다. 거기서 좋은 일이 생길 것이라고는 생각하지 않는다. 중단되기를 바란다"고 말했다. 그는 또한 1927년 12월에 "나의 성명은 유효하다. 누구도 내가 그것을 수정했다고 생각해서는 안 된다. 나의 결정은 존중될 것이다"라고 발표했다. 일부 매사추세츠 공화당원들이 주 대통령 예비 선거에서 그를 승리시키기 위한 운동을 벌이고 있다는 소식을 듣고, 쿨리지는 공화당 주 의장에게 "그러한 행동은 나에게 매우 곤란할 것이다... 그렇게 하지 말 것을 요청한다"고 알렸다.
그 언어가 논쟁의 여지가 있었지만, 일부는 그것이 버몬트 양키의 언어라고 지적했다. 발행인 찰스 톰슨은 "양키 언어는 절제에 기반하며 과장이 아니다"라고 말했다.

### 두 임기 전통 존중
쿨리지는 하딩의 미완성 임기 절반도 채 되지 않아 스스로 선거에서 승리했다. 일부는 쿨리지가 두 임기 전통을 존중한 것이라고 믿는다. 비록 쿨리지는 다른 대통령의 임기 일부를 승계한 부통령이 그 후 두 번 스스로 선거에 출마하는 것이 규칙을 위반하지 않는다고 생각했지만 말이다. 공화당 내부에서는 "세 번째 임기 금지 전통"이 쿨리지의, 따라서 당의 1928년 선거 기회를 손상시킬 수 있다는 이야기가 있었다. 이로 인해 일부 당원들은 그가 세 번째 임기(이 경우 두 번째 완전 임기)에 출마하지 말라고 요구했지만, 대부분의 학자들은 그들의 의견이 쿨리지의 추론에 거의 영향을 미치지 않았다고 생각한다. 쿨리지가 재선되기를 원했다고 믿었던 많은 사람들은 "나는 출마하지 않겠다"가 그가 다시 출마하도록 지명됨으로써 두 임기 전통을 깨는 것을 피하는 영리한 방법이라고 생각했다.
이전에는 부통령이 대통령직을 승계한 후 스스로 선거에서 한 번도 승리한 사례가 없었으며, 이는 시어도어 루스벨트가 암살된 윌리엄 매킨리의 뒤를 이어 1904년에 재선되었을 때뿐이었다. 그러나 루스벨트는 매킨리 2기 임기의 거의 전부를 채웠는데, 이것이 1908년 재선 불출마 결정에 영향을 미쳤을 수 있다. 그는 후임자인 윌리엄 하워드 태프트에 맞서 1912년 선거에 출마했지만 실패했다.
오직 1951년에야 미국 수정 헌법 제22조가 비준되어, 한 사람이 대통령으로 당선될 수 있는 횟수를 두 번으로 제한했다. 대통령직을 승계하여 미완성 임기의 절반 이상을 수행한 사람은 스스로 한 번만 더 선거에 출마할 수 있다. 2024년 기준, 이 수정안은 아직 대통령직을 승계한 누구에게도 적용되지 않았다. 할아버지 조항은 수정안이 발효되었을 때 해리 S. 트루먼을 면제시켰고, 존 F. 케네디 암살 사건 이후 존 F. 케네디의 임기 절반 미만을 수행하고 대통령이 된 린든 B. 존슨이 있으며, 리처드 닉슨의 두 번째 임기 절반 이상을 수행한 제럴드 포드는 완전 임기 선거에 출마했지만 패배했다. 또한, 트루먼과 존슨 모두 처음에 두 번째 완전 임기 재선에 출마하려고 시도했으나, 뉴햄프셔 예비선거에서 실망스러운 결과를 보인 후 각각 대통령 출마를 포기했다.

## 대중문화
이 문구는 당시 대중문화에 들어섰다. 케니 & 데니스의 곡으로 알려진 "I Do Not Choose to Run"은 1928년 3월 해리 리저의 재즈 밴드인 더 식스 점핑 잭스(The Six Jumping Jacks)가 톰 스택스의 보컬 코러스와 함께 브런즈윅 레코드에서 녹음했다. 유머러스한 가사는 똑딱거리며 시간을 알려주는 대신 쿨리지의 유명한 문구를 읊는 시계 이야기를 들려준다.
도비 길리스의 많은 사랑의 한 에피소드는 "나는 출마하지 않겠다"라는 제목이다. 이 에피소드에서 허버트는 도시 계획 위원직에 출마하기로 결정한다.
딕 반 다이크 쇼의 한 에피소드는 "나는 출마하지 않겠다"라는 제목이다. 이 에피소드에서 롭 페트리는 시의원직에 출마하지 않기로 결정한다.
사인필드의 "경주"라는 제목의 에피소드에서 제리는 쿨리지의 유명한 인용구를 재미있게 암시하며 "나는 뛰지 않겠다"고 말한다. 비록 에피소드의 맥락에서는 정치적인 경쟁이 아닌 운동 경주와 관련이 있지만 말이다.

## 같이 보기
- 셔먼식 선언 — "지명되면 출마하지 않겠고; 지명되면 수락하지 않겠고; 당선되면 봉사하지 않겠다."
- 린든 B. 존슨의 1968년 미국 대통령 선거 사퇴
- 조 바이든의 2024년 미국 대통령 선거 사퇴

## 참고 문헌
- Coolidge, Calvin (1929). 《The Autobiography of Calvin Coolidge》. New York: Cosmopolitan Book.
- Greenberg, David (2007). 《Calvin Coolidge》. New York: Times. ISBN 9780805069570.
- Gilbert, Robert E. (2003). 《The Tormented President: Calvin Coolidge, Death, and Clinical Depression》. Westport, CT: Praeger.